# Казка про мертву царівну та про сімох богатирів

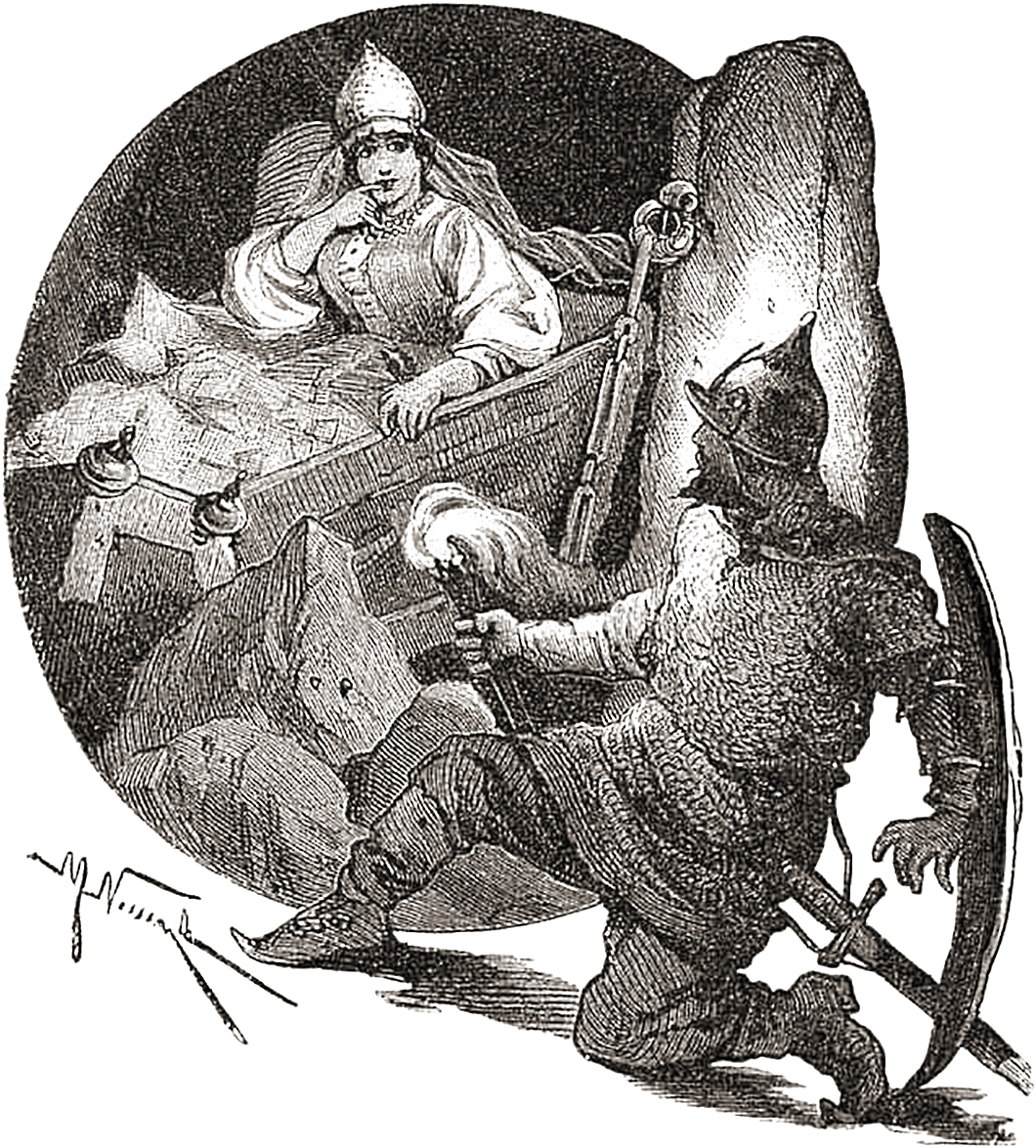
Мал. до казки М. В. Нестерова, 1889

«Казка про мертву царівну та про сімох богатирів», в іншому перекладі «Про мертву царівну та сімох богатирів» (рос. Сказка о мёртвой царевне и о семи богатырях) — казка російського письменника О. С. Пушкіна. Написана восени 1833 року в Болдіні. Є самостійним авторським літературним твором, написаним за мотивами російської народної казки.

## Сюжет
Під час відсутності царя, у цариці народилася дочка. Цариця вмирає, коли цар повертається додому. Він горює, але проходить рік, і в палаці з'являється нова цариця. Вона дуже красива, але жорстока, норовлива і заздрісна. Цариця має чарівне дзеркальце, яке розмовляє з нею. Коли цариця дивиться в дзеркальце, вона запитує у нього:
Любе дзеркальце! Скажи,

Та всю правду, не збреши:

Чи я в світі всіх миліша,

Всіх рум`яніша й біліша?

З року в рік дзеркальце відповідає, що на всьому світі немає нікого прекрасніше цариці. Але йдуть роки, і цариця вже не молода. А ось її падчерка, навпаки, підростає і стає все красивішою. Одного прекрасного дня дзеркальце заявляє цариці, що вона красива, але є та, яка набагато красивіше:
Ты прекрасна, знає всяк;

Та царівна всіх миліша,

Всіх рум`яніша й біліша.

Натура цариці дає про себе знати, і заздрість до головної героїні не має меж. Цариця кличе свою служницю Чернавку, і наказує «відвести царівну в глушину лісову і, зв'язавши її, живу під сосною залишити там на поталу вовкам». Виконуючи наказ цариці, Чернавка веде царівну в дрімучий ліс, але остання запідозрила її злі наміри і просить Чернавку відпустити її. Та не бажає зла царівні. Вона тільки виконує наказ господині і тому погоджується відпустити царівну. Потім Чернавка повертається до цариці і повідомляє їй про загибель царівни.
Цар, дізнавшись про зникнення дочки, горює. Наречений царівни, королевич Єлисей, відправляється по світу на пошуки зниклої нареченої. Остання довго бродить по дрімучому лісі і в результаті, в глухій гущавині, знаходить великий будинок. Пес, який сторожив будинок, лащиться до царівни. Царівна заходить в приміщення, але господарів будинку немає. До вечора вони з'являються. Це сім братів-богатирів. Бачачи, що хтось прибрався в їхньому будинку, вони просять таємничого гостя вийти, обіцяючи добрий прийом. Царівна виходить, кланяється їм і вимовляє вибачення за непроханий візит:
Лагідно перепросилась,

Що, мовляв, до них зайшла,

Хоч непрохана була.

Зрозумівши «за вимовою», що перед ними царська особа, богатирі приймають її з почестями і залишають жити в їхньому будинку. Головна героїня веде господарство по дому. Вона сподобалася богатирям. Останні пропонують їй вибрати одного з них собі за чоловіка. Царівна відповідає, що їй все богатирі милі, але у неї вже є наречений, і вона змушена відмовити. Тим часом цариця, думаючи, що падчерка давно мертва, запитує у дзеркальця:
Чи не я за всіх миліша,

І рум'яніша й біліша?

Дзеркало відповідає, що цариця без спору прекрасна, але царівна все одно красивіше. Чернавка зізнається цариці, що відпустила царівну, і
А розгнівана цариця

Їй рогаткою грозиться

І кладе: або не жить,

Або падчерку згубить.

За наказом цариці до дому богатирів приходить «злиденна черниця», де її зустрічає гавкотом сторожовий пес, який не підпускає стару до ґанку, а царівну — до баби. Царівна шкодує її і кидає їй в руки через собаку шматок хліба. Стара у відповідь кидає царівні отруєне яблуко і зникає. Царівна надкушує яблуко і тут же падає бездиханна.
Коли ввечері богатирі повертаються додому, їх зустрічає виттям пес. Він веде їх до тіла царівни та в сказі ковтає отруєне яблуко і випускає дух. Богатирі усвідомлюють, що царівну отруїли. Спершу вони хочуть поховати її, але не наважуються, оскільки вона
Як ві сні — така ясна,

Тихо, мирно так лежала,

Що ледь-ледь не промовляла..

Богатирі кладуть царівну в кришталеву труну, яку підвішують в гірській печері. Задоволена цариця чує від дзеркальця довгоочікувану відповідь, що вона прекрасніше за всіх на світі.
Тим часом Єлисей шукає царівну по всьому білому світу, але ніде немає його нареченої. Зневірившись, він звертається за допомогою до тих, хто все бачить — до сонця, місяця і вітру. Сонце і місяць нічого не знають про зниклу царівну. Тільки вітер дав Єлисею сумну відповідь:
За рікою,

За струмистою водою,

Є високая гора,

В ній глибокая нора;

В тьмі, що сповнена печалі,

Домовина із кришталю

Там прип'ята на стовпах,

На чавунних ланцюгах.

А навкруг долина рівна...

В тій труні твоя царівна.

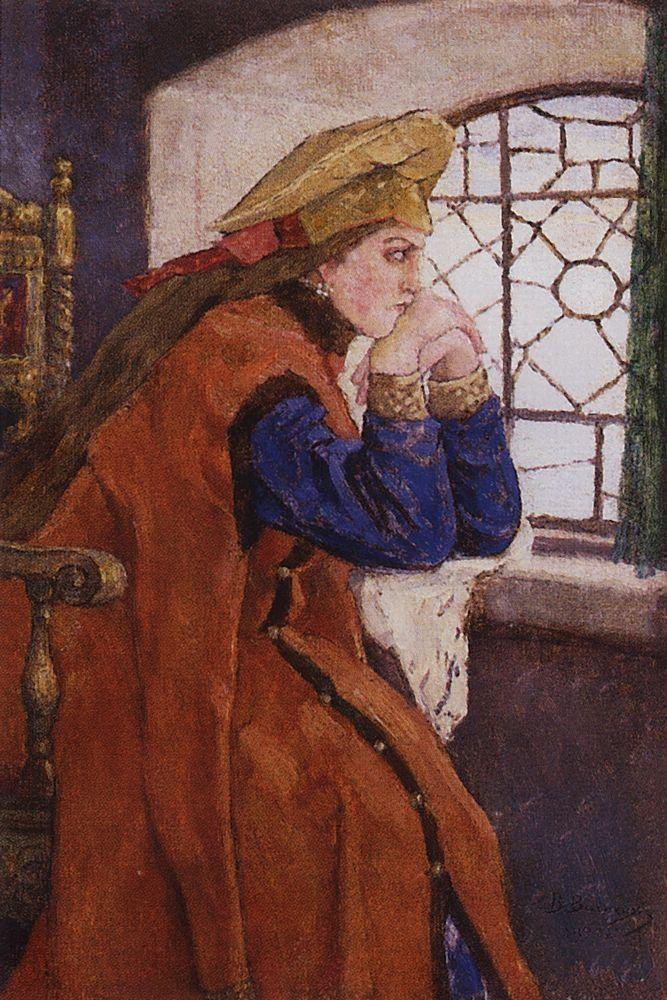
«Царівна біля вікна», В. В. Васнецов (1920)

Засмучений Єлисей їде подивитися на свою наречену.
Перед ним в імлі могильній

Колихається повільно

Кришталевая труна...

В тій труні лежить вона.

Об труну, де спала мила,

Він ударився щосили,

Аж розбивсь кришталь. І вмить

Наречена вже не спить,

Очі тихо розімкнула,

І з полегшенням зітхнула,

І спроквола промовля:

«Як же довго спала я!»

Щасливі закохані повертаються додому, щоб зіграти весілля. В цей час цариця питає у дзеркальця, хто прекрасніше за всіх на світі, і знову чує про те, що царівна прекрасніше її. У нападі люті цариця розбиває вщент дзеркальце. При особистій зустрічі з царівною цариця вмирає від злоби і заздрості. Казка закінчується весіллям царівни і королевича Єлисея.

## Походження сюжету
Цей твір створено за сюжетом народної казки, відомої багатьом народам світу. Зокрема, серед індоєвропейських народів дуже схожий сюжет мають російські народні казки № 210 і 211 «Чарівне дзеркальце» зі збірки О. М. Афанасьєва «Народні російські казки», а також казка братів Грімм «Білосніжка», написана в 1812 році. У класифікації Аарне-Томпсона цей сюжет вказано під номером 709.
В російському матеріалі казки з подібним сюжетом також зафіксовані в наступних збірках:
- Живая старина, т. XXI, 1912, вып. II—IV
- Великорусскія сказки Вятской губерніи, Зеленин Д. К., Пг., 1915 г. (Зап. Рус. геогр. об-ва по отд. этногр. т. XLII.), сказка № 52
- Сказки и преданія Самарского края, Садовников Д. Н., СПб., 1884. (Зап. Рус. геогр. об-ва по отд. этногр., т. XII.)

### Аналогічні сюжети в казках народів світу
Казка народів Східної Африки «Чарівне дзеркало» побудована за подібною схемою, насиченою місцевим національним колоритом. Замість семи богатирів в цій казці з'являються десять мисливців.
Монгольська народна казка «Чарівний мрець», також розповідає про сімох братів, синів хана, які зустріли вигнану ревнивою мачухою дівчину і стали з нею жити.
Шотландська народна казка «Золоте дерево і Срібне Дерево», записана Джозефом Джейкобсом, розповідає про дружину короля, якій форель в струмку говорить про те, що її дочка гарніше, ніж вона. Дружина короля придумує план вбивства дочки, прикинувшись хворою і розповівши чоловікові-королю, що її можуть вилікувати тільки серце і печінка дочки. У казці також фігурує отруєна голка і принц.
У вірменській казці «Нурі Хадіг» Місяць каже матері, що її дочка Нурі Хадіг стала красивіше ніж вона. Замість отруєного яблука чарівним предметом виступає кільце. Батько виганяє дочку, сказавши матері, що вбив її. Дочка потрапляє в замок в лісі, в якому спить принц. Дівчина доглядає за ним сім років. Принц оживає, збирається одружитися з дівчиною, але мати підсилає циганку, яка одягає дівчині на палець кільце, після чого та засинає. Принц в кінці казки знімає кільце, дівчина прокидається.
Італійська народна казка «Белла Венеція», записана Італо Кальвіно, оповідає про матір, власницю готелю, яка запитує постояльців про те, чи є хто красивіше неї. Один з постояльців одного разу каже, що власна дочка Бели красивіше, ніж вона сама. Белла проганяє дочка з дому. Та зустрічає в лісі дванадцять грабіжників, які запрошують її стати їм молодшою сестрою. Белла, дізнавшись про це, підсилає до дочки найняту відьму з наказом погубити її за допомогою чарівної шпильки. Мертву дочку грабіжники ховають в пустотілому стовбурі дерева. Через деякий час принц, який виїхав на полювання, знаходить дівчину, витягує шпильку з її волосся і вона оживає, після чого виходить заміж за принца.
У грецькій казці «Мірсіна» сюжет розповідає про трьох сестер, двом з яких сонце говорить про красу молодшої. Сестри проганяють молодшу, та в лісі зустрічає дванадцять місяців і починає з ними жити як сестра. Замість отруєного яблука — отруєний хліб.
У різних казках кількість чоловіків і їх рід занять може разюче відрізнятися. Їх може бути двоє, семеро, десять і навіть дванадцять. Чоловіки можуть бути братами, мисливцями, розбійниками, богатирями, царевичами, королевича, гномами і навіть місяцями. Але архетип сюжету для всіх казок завжди загальний. Саме завдяки цьому Аарне і Томпсон виділили його під окремим номером.
Володимир Якович Пропп у своїй книзі «Історичні корені чарівної казки» стверджує, що вищевказаний сюжет є далеким відгомоном родоплемінної поліандрії і заснований на обряді чоловічої ініціації і подальшому проживанні присвячених юнаків в особливому «чоловічому домі», в якому вони проходили навчання старшими членами роду племінним обрядам і способам полювання. У реальному житті цей звичай зафіксований Джеймсом Фрезером в його багатотомній праці «Золота гілка: Дослідження магії і релігії». Зокрема Фрезер писав про дівчат, що живуть в чоловічих будинках на островах Палау, наступне; «Під час своєї служби вона повинна тримати приміщення будинку в чистоті і стежити за вогнем. Чоловіки поводяться з нею добре, і її насильно не примушують їм догоджати. Дівчина живе в особливому приміщенні при будинку. Поводження з нею лицарське. Жоден з юнаків не наважиться увійти до неї в приміщення. Вона добре забезпечується їжею, юнаки піклуються про предмети розкоші для неї. Їй приносять горіхи бетеля і тютюн».

## Переклади на інші мови
Переклад твору на французьку мову виконаний М. М. Семеновим під заголовком: «Aglatine» (Париж, 1887).

### Переклади українською
Українською мовою казку вперше видано 1936 року в перекладі Бориса Петрушевського видавництвом «Держлітвидав УРСР». Наступного року переклад перевидано в складі двотомника «Вибрані твори» того ж видавництва. Пізніше з'явився переклад Наталі Забіли (під назвою «Про мертву царівну та сімох богатирів»).

## Екранізації
- «Казка про сплячу царівну і сім богатирів» — німий фільм 1914 року. Режисер  Петро Чардинін
- Кіностудія «Союзмультфільм», Москва, 1951. «Казка про мертву царівну і про сім богатирів». Сценарій  І. Іванова-Вано,  Ю. Олеші, музика  Ю. Нікольського.
- Центральна кіностудія дитячих і юнацьких фільмів ім. М. Горького, 1978. «Осінні дзвони». Сценарій  Олександра Володіна, режисер  Володимир Горіккер.
- З 1990 року на сцені Театру опери та балету Санкт-Петербурзької консерваторії виконується опера Віктора Плешака «Казка про мертву царівну і сім богатирів» (за однойменною казкою Пушкіна). Режисер-постановник Віктор Битюцький, диригент-постановник Володимир Попов.